# Bryopsida
Bryopsida McClatchie, 1897 è la più grande classe della divisione Bryophyta (sensu stricto), contenendo circa 9.500 specie (il 95%)  dei muschi diffusi in tutto il mondo.

## Descrizione
Caratterizzati da fusti poco sviluppati e strutture fogliformi, si presentano come i membri più evoluti e voluminosi della divisione Bryophyta potendo raggiungere estensioni di 20 cm (fino a 50 per il muschio tropicale Dawsonia superba). Alcune specie (Sphagnum spp.) non contengono clorofilla ma possono accumulare nei loro tessuti grandi quantità di liquidi per osmosi.

## Biologia

### Riproduzione sessuata

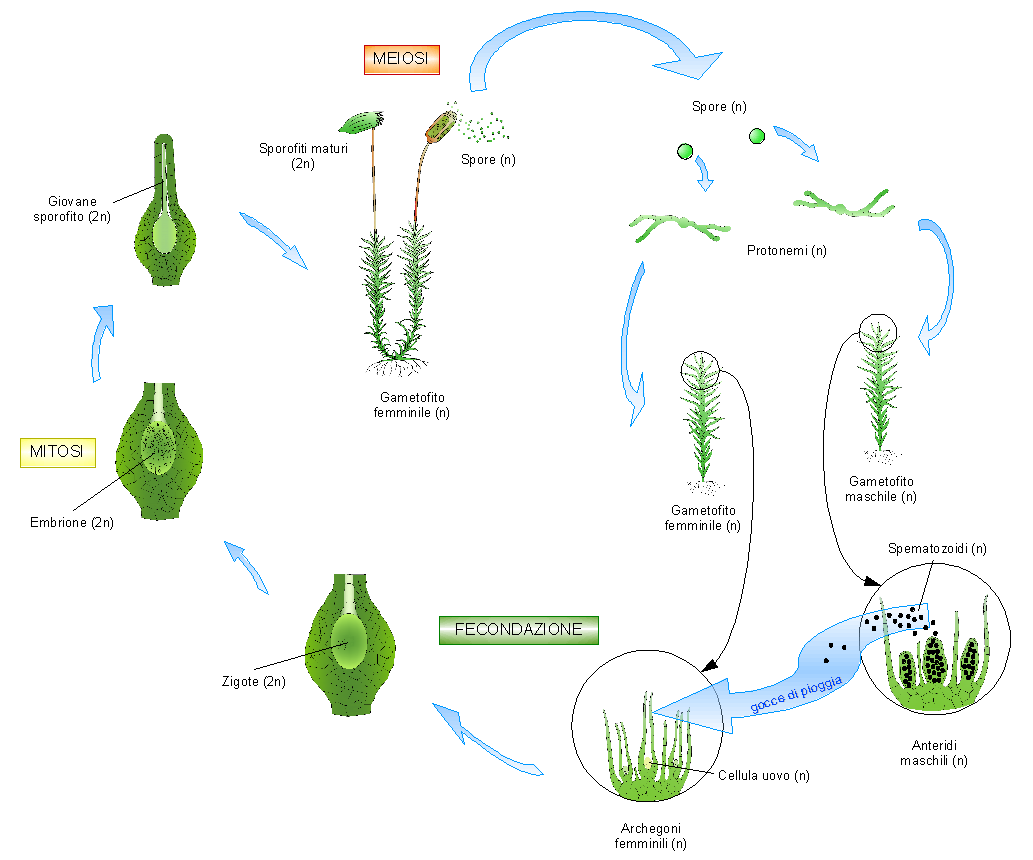
Rappresentazione schematica del ciclo vitale di un muschio.

I muschi presentano un ciclo di alternanza di generazioni eteromorfe caratterizzato da un individuo fornito di patrimonio genetico aploide producente gameti per mitosi (e per questo detto gametofito) ed uno con patrimonio diploide producente spore per meiosi (detto sporofito). Nei muschi si presenta sempre una evidente dominanza dell'individuo: esso è l'unico esemplare completamente autosufficiente e con capacità fotosintetiche, mentre lo sporofito appare di dimensioni ridotte, non fotosintetico e completamente dipendente dal gametofito per le sue esigenze nutritive.
Il muschio aploide mostra un aspetto vagamente ramificato con piccole strutture fogliformi: esso presenta organi riproduttivi sessuali noti come Archegoni (se producono cellule uovo) e gli Anteridi che generano cellule spermatiche. I gameti maschili (spermatozoidi) presentano due flagelli ed una grande motilità ma, altresì, risultano in grado di muoversi liberamente verso l'archegonio solo se immersi in un ambiente liquido, permettendo a queste piante di completare il loro ciclo riproduttivo solo se dispongono di un ambiente umido o piogge stagionali attraverso le quali portare a termine la fecondazione. A complicare ulteriormente il processo, in talune specie archegoni e anteridi sono portati da individui diversi aumentando ulteriormente la distanza che queste cellule devono compiere per raggiungere la cellula uovo.
Non appena la cellula spermatica feconda l'ovulo contenuto nell'archegonio, lo zigote diploide comincia a dividersi per mitosi dando origine allo sporofito il quale comincia ad ergersi dalla pianta madre senza però separarsene per poter così approfittare delle sostanze nutritive da essa fornite. Lo sporofito maturo è in genere formato da una capsula contenente le spore collegata ad un piede (ancora connesso all'ex archegonio) attraverso un lungo e sottile peduncolo.
Le spore aploidi mature vengono liberate dalla capsula dello sporofito in seguito al distacco di un piccolo "coperchio" noto come caliptra e, dopo la deposizione su di un terreno con adeguate risorse idriche e nutritive, germogliano generando un piccolo protonema (stadio giovanile), il quale può essere laminare o filamentoso. Il protonema presenta diverse ramificazioni e gemme dalle quali comincerà a svilupparsi il nuovo gametofito adulto (gametoforo).

### Riproduzione asessuata
Anche per supplire alle difficoltà insite nelle forme di riproduzione sessuata dei muschi, pressoché tutte le specie di questa divisione hanno elaborato strategie riproduttive asessuate di importanza spesso preponderante nel bilancio totale delle popolazioni. Ognuna di esse rappresenta una forma di moltiplicazione vegetativa, caratterizzata cioè dal distacco e conseguente sviluppo di parti vegetali preesistenti e la formazione di grandi popolazioni di "cloni" (propagazione clonale) geneticamente identici alla pianta madre.
- Frammentazione: consiste nel semplice distacco di parti differenziate del corpo vegetale che, seppur separate dalla pianta madre, riescono a rigenerare i tessuti mancanti dando origine ad un nuovo individuo. Particolarmente comune in Sphagnum.
- Gemme: strutture specializzate prodotte dal corpo vegetale facilmente trasportabili da fluidi in grado di svilupparsi direttamente in una nuova pianta.

## Tassonomia
- Classe Bryopsida McClatchie, 1897[1]
  - Sottoclasse Buxbaumiidae Doweld, 2001
    - Buxbaumiales Cavers, 1911
      - Buxbaumiaceae Schwägr., 1830

  - Sottoclasse Diphysciidae Ochyra, 2003
    - Diphysciales M.Fleisch., 1920
      - Diphysciaceae M. Fleisch., 1919

  - Sottoclasse Gigaspermidae M.Stech & W. Frey, 2008
    - Gigaspermales Goffinet et al.,  2007
      - Gigaspermaceae A. Jaeger & Sauerb., 1879

  - Sottoclasse Funariidae Ochyra, 2003
    - Disceliales Ignatov, Ignatova & Fedosov, 2016
      - Disceliaceae Schimp., 1856

    - Encalyptales Dixon, 1932
      - Encalyptaceae Schimp., 1856

    - Funariales M.Fleisch., 1920
      - Funariaceae Schwägr., 1830

  - Sottoclasse Timmiidae Ochyra, 2003
    - Timmiales Ochyra, 2003
      - Timmiaceae Schimp., 1856

  - Sottoclasse Dicranidae Doweld, 2001
    - Catoscopiales Ignatov & Ignatova, 2004
      - Catoscopiaceae Boulay ex Broth., 1904

    - Distichiales D.Bell & Goffinet, 2023
      - Distichiaceae Schimp., 1860
      - Timmiellaceae Y. Inoue & H. Tsubota, 2014

    - Flexitrichales D.Bell & Goffinet, 2023
      - Flexitrichaceae Ignatov & Fedosov ex D.Bell & Goffinet, 2023

    - Scouleriales Goffinet & W.R. Buck, 2004
      - Drummondiaceae Goffinet, 2000
      - Hymenolomataceae Ignatov & Fedosov, 2016

    - Bryoxiphiales Á.Löve & D.Löve, 1953
      - Bryoxiphiaceae Besch., 1892

    - Pseudoditrichales Ignatov & Fedosov, 2016
      - Pseudoditrichaceae Steere & Z. Iwats., 1975

    - Grimmiales M.Fleisch., 1920
      - Grimmiaceae Arn., 1825
      - Ptychomitriaceae Schimp., 1860
      - Seligeriaceae Schimp., 1856

    - Archidiales Limpr., 1885
      - Archidiaceae Schimp., 1856
      - Leucobryaceae Schimp., 1856
      - Micromitriaceae Smyth ex Goffinet & Budke, 2011

    - Pleurophascales Goffinet, 2023
      - Pleurophascaceae Broth., 1906

    - Mitteniales A.J.Shaw, 1985
      - Mitteniaceae Broth., 1903

    - Eustichiales Goffinet, 2023
      - Eustichiaceae Broth., 1924

    - Amphidiales D.Bell & Goffinet, 2023
      - Amphidiaceae M.Stech, 2008

    - Dicranales M.Fleisch., 1920
      - Aongstroemiaceae De Not., 1869
      - Bryowijkiaceae M. Stech & W. Frey, 2008
      - Calymperaceae Kindb., 1897
      - Chrysoblastellaceae Ignatov & Fedosov, 2016
      - Dicranaceae Schimp., 1856
      - Dicranellaceae M.Stech, 2008
      - Dicranellopsidaceae Bonfim Santos, Siebel & Fedosov, 2023
      - Fissidentaceae Schimp., 1856
      - Hypodontiaceae M.Stech, 2008
      - Octoblepharaceae A.Eddy ex M.Menzel, 1991
      - Rhizogemmaceae Bonfim Santos, 2023
      - Ruficaulaceae Bonfim Santos & Fedosov, 2023
      - Schistostegaceae Schimp., 1856
      - Serpotortellaceae W.D.Reese & R.H.Zander, 1987
      - Viridivelleraceae I.G. Stone, 1976

    - Rhabdoweisiales D. Bell & Goffinet, 2023
      - Rhabdoweisiaceae Limpr., 1886
      - Rhachitheciaceae H.Rob., 1964

    - Sorapillales Goffinet, 2023
      - Sorapillaceae M.Fleisch., 1908

    - Ditrichales D.Bell & Goffinet, 2023
      - Ditrichaceae Limpr., 1887

    - Pottiales M.Fleisch., 1920
      - Pottiaceae Hampe, 1853

    - Bruchiales Goffinet, 2023
      - Bruchiaceae Schimp., 1856

    - Erpodiales Goffinet, 2023
      - Erpodiaceae Broth., 1905

  - Sottoclasse Bryidae Engl.,1892
    - Superordine Bryanae Goffinet & W.R.Buck, 2004
      - Hedwigiales Ochyra, 2003
        - Hedwigiaceae Schimp., 1856

      - Splachnales Ochyra, 2003
        - Meesiaceae Schimp., 1856
        - Splachnaceae Grev. & Arn., 1826

      - Bartramiales M.Menzel, 1992
        - Bartramiaceae Schwägr., 1830
        - Helicophyllaceae Broth., 1907

      - Bryales Limpr., 1876
        - Bryaceae Rchb., 1828
        - Leptostomataceae Schwägr., 1830
        - Mniaceae Schwägr., 1830
        - Phyllodrepaniaceae Crosby, 1970
        - Pulchrinodaceae D.Quandt, N.E.Bell & M.Stech, 2007
        - Roellobryaceae Ochyra, 2011

      - Rhizogoniales Goffinet & W.R. Buck, 2004
        - Calomniaceae Kindb., 1899
        - Rhizogoniaceae Broth., 1904

      - Orthotrichales Dixon, 1932
        - Orthotrichaceae Arn., 1825

      - Orthodontiales N.E.Bell, A.E.Newton & D.Quandt, 2007
        - Orthodontiaceae Goffinet, 2000

      - Aulacomniales N.E.Bell, A.E.Newton & D.Quandt, 2007
        - Aulacomniaceae Schimp., 1860

    - Superordine Hypnanae W.R.Buck, C.J.Cox, A.J.Shaw & Goffinet, 2005
      - Hypnodendrales N.E.Bell, A.E.Newton & D.Quandt, 2007
        - Braithwaiteaceae N.E.Bell, A.E.Newton & D.Quandt, 2007
        - Racopilaceae Kindb., 1898
        - Pterobryellaceae W.R.Buck & Vitt, 1986
        - Spiridentaceae Broth., 1905

      - Ptychomniales W.R.Buck, C.J.Cox, A.J.Shaw & Goffinet, 2005
        - Orthorrhynchiaceae S.H.Lin, 1983
        - Rhabdodontiaceae Mishler, N.E.Bell & P.J.Dalton, 2019
        - Ptychomniaceae M.Fleisch., 1908
        - Hypopterygiales Goffinet, 2019
        - Hypopterygiaceae Mitt., 1859

      - Hookeriales M.Fleisch., 1920
        - Saulomataceae W.R.Buck, C.J.Cox, A.J.Shaw & Goffinet, 2005
        - Daltoniaceae Schimp., 1860
        - Schimperobryaceae W.R.Buck, C.J.Cox, A.J.Shaw & Goffinet, 2005
        - Hookeriaceae Schimp., 1856
        - Leucomiaceae Broth., 1908
        - Callicostaceae H.A.Crum, 1984

      - Hypnales W.R.Buck & Vitt, 1986
        - Rutenbergiaceae M.Fleisch., 1908
        - Trachylomataceae W.R.Buck & Vitt, 1986
        - Rhizofabroniaceae Huttunen, Ignatov, D.Quandt & Hedenäs, 2013
        - Fontinalaceae Schimp., 1856
        - Climaciaceae Kindb., 1897
        - Amblystegiaceae Kindb., 1885
        - Scorpidiaceae Ignatov & Ignatova, 2004
        - Calliergonaceae Vanderp., 2002
        - Helodiaceae Ochyra, 1989
        - Leskeaceae Schimp., 1856
        - Pseudoleskeaceae Schimp., 1860
        - Pseudoleskeellaceae Ignatov & Ignatova, 2004
        - Thuidiaceae Schimp., 1860
        - Regmatodontaceae Broth., 1908
        - Hydropogonellaceae B.H.Allen, 2018
        - Stereophyllaceae W.R.Buck & Ireland, 1985
        - Brachytheciaceae Schimp., 1876
        - Meteoriaceae Kindb., 1897
        - Myriniaceae Schimp., 1876
        - Fabroniaceae Schimp., 1856
        - Stereodontaceae Hedenäs, Schlesak & D.Quandt, 2018
        - Callicladiaceae Jan Kučera & Ignatov, 2019
        - Pylaisiaceae Schimp., 1860
        - Taxiphyllaceae Ignatov, 2012
        - Hypnaceae Schimp., 1856
        - Catagoniaceae W.R.Buck & Ireland, 1985
        - Pterigynandraceae Schimp., 1876
        - Hylocomiaceae M.Fleisch., 1920
        - Rhytidiaceae Broth., 1925
        - Symphyodontaceae M.Fleisch., 1923
        - Habrodontaceae Schimp., 1860
        - Plagiotheciaceae M.Fleisch., 1912
        - Entodontaceae Kindb., 1897
        - Jocheniaceae Jan Kučera & Ignatov, 2019
        - Pylaisiadelphaceae Goffinet & W.R.Buck, 2004
        - Sematophyllaceae Broth., 1905
        - Cryphaeaceae Schimp., 1856
        - Prionodontaceae Broth., 1905
        - Leucodontaceae Schimp., 1856
        - Antitrichiaceae Ignatov & Ignatova, 2004
        - Pterobryaceae Kindb., 1897. (Kindberg 1896)
        - Phyllogoniaceae Kindb., 1898
        - Lepyrodontaceae Broth., 1906
        - Neckeraceae Schimp., 1856
        - Orthostichellaceae Enroth et al., 2019
        - Echinodiaceae Broth., 1909
        - Heterocladiellaceae Ignatov & Fedosov, 2019
        - Acrocladiaceae Tangney, D.Quandt, Huttunen & M.Stech, 2010
        - Lembophyllaceae Broth., 1906
        - Myuriaceae Broth. ex M.Fleisch., 1923
        - Anomodontaceae Kindb., 1897
        - Miyabeaceae Enroth, S.Olsson, Buchb., Hedenäs, Huttunen & D.Quandt, 2009
        - Theliaceae M.Fleisch., 1922
        - Microtheciellaceae H.A.Mill. & A.J.Harr., 1977